# Bernadotteska familjestiftelserna
De Bernadotteska familjestiftelserna var ursprungligen ett fideikommiss för smycken som skapades av Karl XIV Johan och som ombildades till en stiftelse av Oscar II i slutet av 1800-talet. I de nuvarande stiftelserna ingår kungahusets bestånd av möbler, konst, konsthantverk och smycken.
Beståndet förvaltas av Kungliga Husgerådskammaren som ingår i Kungliga slottsstaten.

## Stiftelsernas smycken

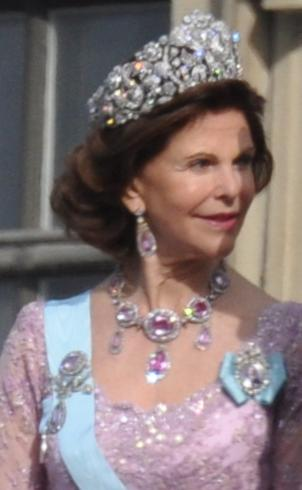
Drottning Silvia bär det brasilianska diademet vid bröllopet 2010.

De Bernadotteska familjestiftelsernas smycken har ställts ut en gång 1976-1977 i samband med bröllopet mellan Carl XVI Gustaf och drottning Silvia. Bernadottestiftelsernas smycken inkluderar Brasilianska diademet, Briljantcollieren med kläpp, Stora briljantörhängena, Stora Bernadottepärlsetet, Drottning Sofias diadem, Leuchtenbergska safirgarnityret, Rosa ädeltopasgarnityret, Bernadotteska smaragdsetet, Briljantarmbandet, Briljantrosbroschen.